# Pieve di San Giovanni Battista (Pievescola)
La pieve di San Giovanni Battista è un edificio sacro situato a Pievescola, nel comune di Casole d'Elsa, in provincia di Siena, arcidiocesi di Siena-Colle di Val d'Elsa-Montalcino.

## Storia
La chiesa di Pievescola si trova alle pendici della Montagnola senese, nei pressi della via Maremmana e originariamente apparteneva alla diocesi di Volterra (oggi invece appartiene all'arcidiocesi di Siena-Colle di Val d'Elsa-Montalcino).
La prima testimonianza documentata è datata 12 luglio 1032 in occasione del giuramento fatto da tale Cunerado di Rodolfo al vescovo di Volterra Gunfredo; con quel giuramento Cunerado si impegna a non riscuotere più le decime della plebe s. Felicitatis et s. Johannis sito Scode perché nel 1030 lo stesso vescovo volterrano aveva concesso questo diritto all'abbazia dei Santi Giusto e Clemente, diritto poi riconfermato dal vescovo Guido (1039-1046).
L'appartenenza alla diocesi volterrana venne confermata anche in due atti di papa Alessandro III datati 29 settembre 1171 e 23 aprile 1179.
Nel XIII secolo alla pieve facevano capo 13 chiese suffraganee che le garantivano una discreta rendita confermata dalla decime pagate alla fine del secolo. Per tutto il XIV secolo il reddito del piviere fu di 243 lire e tale reddito continuò anche nel Quattrocento; nonostante le buone rendite la chiesa non venne sempre ben amministrata visti che alla data 9 settembre 1437 il pievano risultava assente e il 18 gennaio 1442 l'edificio ecclesiastico venne giudicato fatiscente; dalla stessa relazione è possibile appurare che del complesso plebano faceva parte anche un battistero separato dalla chiesa di cui oggi non restano tracce, e che comunque era anch'esso fatiscente.
Nei secoli successivi la popolazione facente capo alla pieve fu abbastanza instabile: nel 1640 gli abitanti erano 226, nel 1745 erano scesi a 146 per poi risalire a 201 nel 1833. Nonostante sia stata lasciata spesso all'incuria la chiesa è sempre stata officiata e non hai mai subito alterazioni alla struttura.

## Descrizione
La chiesa è situata al centro del paese di Pievescola e consiste in una basilica coperta a tetto e terminante con una tribuna triabsidata.

### Esterno
La facciata a salienti presenta poche semplici aperture ed è sormontata dal campanile a vela posto sullo spiovente destro.

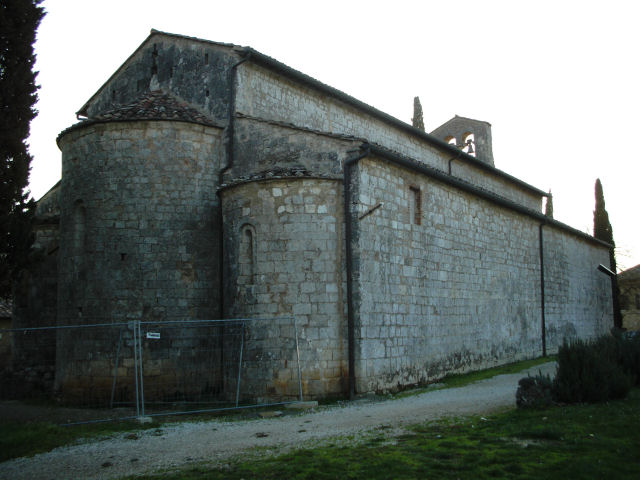
Absidi

Al centro si apre il portale con architrave a lunetta monolitica il cui arco è stato realizzato con conci di travertino alternato a calcare, il tutto dà una lieve impressione di bicromia. Tra il portale e il culmine della facciata si trova una trifora in marmo locale, le cui colonnette presentano dei capitelli attribuiti a Bonamico, attivo anche nella vicina pieve di Mensano. Oltre a questa trifora le uniche fonti di illuminazione sono costituite da due strette feritoie a croce poste in corrispondenza delle navate laterali. Il campanile a vela è piuttosto diffuso nella zona, come ad esempio nella chiesa di Santa Maria a Radi, ma qui è posto in una posizione inusuale. Qui appare in fase con il paramento della facciata anche se è evidente lo stacco nella zona dello spiovente e presenta una colonnetta in marmo con capitello tondo.
La fiancata settentrionale è l'unica completamente visibile e presenta un paramento murario fatto di conci di travertino nel quale a metà altezza si trova una fascia in calcare bianco, oggi quasi invisibile a causa della patina che la ricopre. La tribuna presenta i volumi delle tre absidi semicircolari aperte da tre lunghe monofore a doppio strombo. Sopra l'abside centrale si trova un'altra apertura costituita da una feritoia a croce patriarcale.

### Interno
L'interno è diviso in tre navate di cinque campate per parte. Le campate poggiano su pilastri polilobati ad eccezione dei primi due che sono costituiti da una colonna e da una semicolonna addossata alla controfacciata. Nella parete sinistra si trova una semicolonna sulla quale si doveva impostare un arco trasversale sullo stile di quello presente nella abbazia di Isola, tale arco non venne mai realizzato ma in alto sono rimaste le buche pontaie usate durante la costruzione. Nella parete destra si trova un portale con arco a tutto sesto e mensole convesse.
L'interno un tempo era intonacato ma dopo i restauri è stato liberato dalle integrazioni barocche. A causa dell'assenza del claristorio appare molto buio. Di un qualche interesse sono i capitelli delle semicolonne che presentano delle decorazioni fitomorfe (vegetali, con foglie molto stilizzate), mentre il corpo è decorato a triangoli (tipo la pieve di Coiano) e l'abaco è sporgente e modanato.
Fra le opere, un tabernacolo gotico in marmo scolpito della metà del Trecento e una piccola acquasantiera di fattura rinascimentale. Sopra l'altare maggiore si trova un Crocifisso realizzato nel 1967 da Maria Pia Scarciglia.

## Piviere di San Giovanni Battista a Pievescola
- chiesa di San Marciano a Gallena
- chiesa di San Pietro a Gallena
- chiesa Sant'Andrea alla Suvera
- chiesa di San Paolo alla Selva
- chiesa di San Giorgio alla Selva
- chiesa di San Magno a Simignano

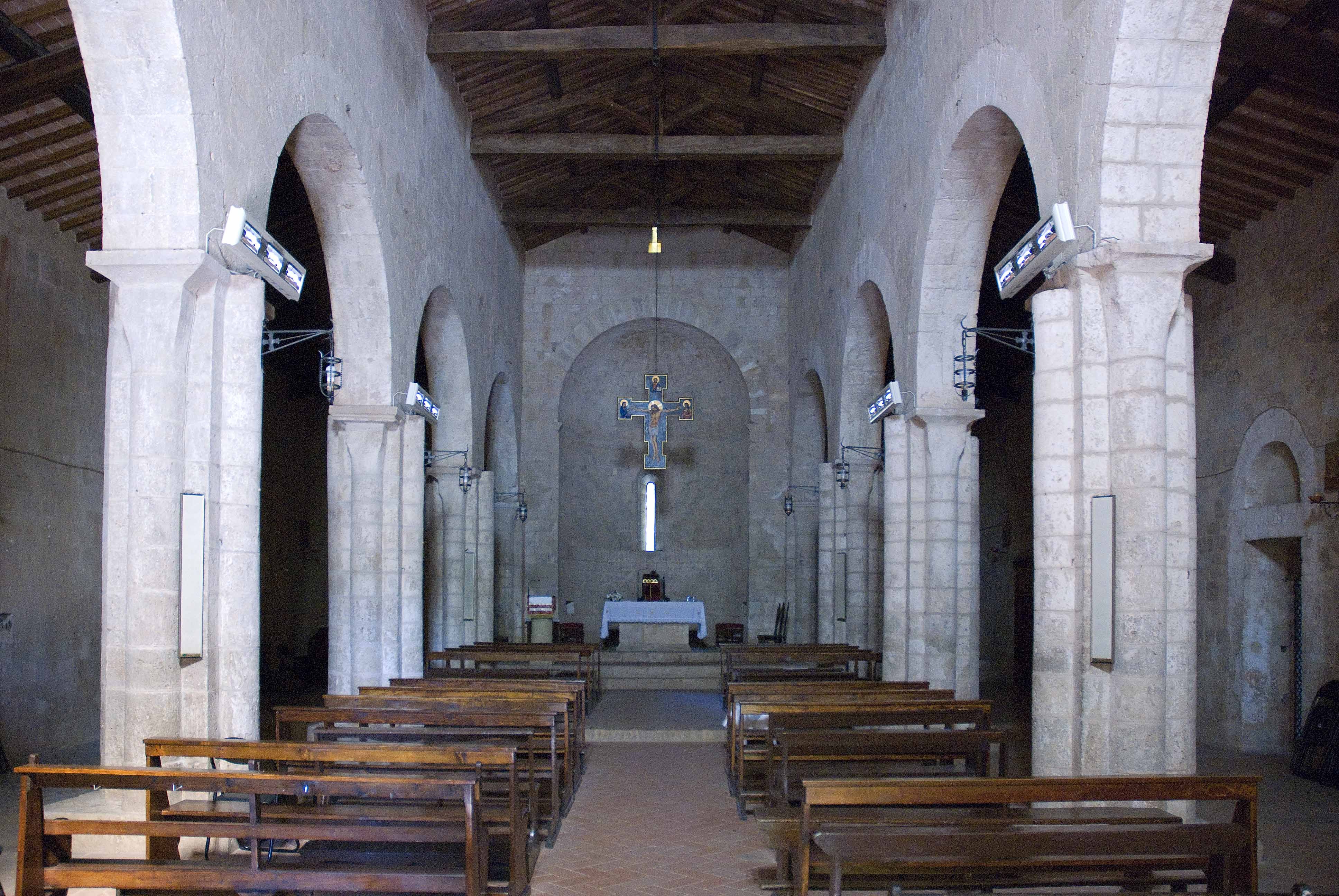
Interno

- chiesa di San Maurizio alle Vergene
- chiesa di San Giovanni a Pietralata
- chiesa di San Michele a Calicciano
- chiesa di San Michele a Fianperto
- chiesa di San Pietro in Vincoli a Cotorniano
- chiesa dei Santi Donato e Salvatore a Tavernoli
- Spedale di Tavernoli